# Aquagliceroporina
As aquagliceroporinas são, segundo a definição do NCBI, um subgrupo das aquaporinas, que são canais de proteínas transmembrana que transportam (ou fazem a translocação de) água, glicerol e outros pequenos solutos através da membrana celular. Ainda segundo o NCBI, o termo foi introduzido no ano de 2006, porém existem trabalhos publicados, que constam no seu próprio banco de dados de artigos, o pubmed, com ano de publicação anterior a 2006. A estrutura tridimensional da aquagliceroporina do parasita da malária (Plasmodium falciparum) já é conhecida e pode ser vista em proteopedia. 